# 2024
2024 (MMXXIV) — високосний рік за григоріанським календарем, який почався у понеділок, є 2024-м роком нашої ери (н. е.) і Anno Domini, 24-м роком 3-го тисячоліття та 5-м роком 2020-х років.
Упродовж цього року тривали масштабні збройні конфлікти, зокрема російське вторгнення в Україну, громадянські війни в М’янмі та Судані. Війна між Ізраїлем та Хамасом спричинила поширення конфлікту на низку інших держав, передусім Ліван, куди Ізраїль вторгся в жовтні. Це сталося після загострення протистояння між Ізраїлем та Хезболлою. У листопаді знову спалахнули запеклі бої в ході громадянської війни в Сирії, що призвело до повалення баасистського режиму; Башар аль-Асад у грудні залишив країну.
Для наближення миру у російсько-українській війні відбулося ряд політичних, дипломатичних та інших заходів, зокрема Глобальний саміт миру.
У Парижі відбулися Літні Олімпійські ігри 2024.
Протягом року близько 80 країн із сукупним населенням близько чотирьох мільярдів осіб провели національні вибори. Серед них – вісім із десяти найбільш густонаселених країн світу (Бангладеш, Бразилія, Пакистан, Росія, Індія, Мексика, Індонезія та США), а також Франція, Велика Британія та Японія. Європейський парламент також обрав новий склад. У більшості демократичних країн понад 80% правлячих партій втратили частину підтримки порівняно з попередніми виборами. Чимало поразок для чинних урядів стали історичними.
У низці держав, зокрема в Японії, Ботсвані та ПАР, партії, що десятиліттями домінували у внутрішній політиці, втратили більшість і були змушені або передати владу, або утримувати її за допомогою крихких коаліцій із дрібнішими політсилами. На президентських виборах у Сенегалі вперше від часу здобуття незалежності в 1960 році перемогу в першому турі здобув опозиційний кандидат – Бассіру Діомай Фай. У Шрі-Ланці виборці віддали переконливу перемогу раніше маловідомій партії «Національна народна влада». У США президентські вибори 2024 року виграв Дональд Трамп, ставши першим главою держави за 132 роки з часів Гровера Клівленда, що повернувся до Білого дому після перерви між термінами.

## Події

### Січень
- 1 січня:
  - Невизнана республіка Арцах офіційно припинила своє існування. Нагірний Карабах остаточно повернувся під контроль Азербайджану[12].
  - Ефіопія, Єгипет, Іран, Об'єднані Арабські Емірати та Саудівська Аравія приєдналися до БРІКС[13].
- 2 січня — Масований ракетний обстріл України[14].
- 9 січня — Габріель Атталь змінив Елізабет Борн на посаді прем'єр-міністра Франції і став наймолодшим главою уряду в історії республіки[15].
- 12 січня — Прем'єр-міністр Великої Британії Ріші Сунак підписав із президентом України Володимиром Зеленським двосторонню безпекову угоду, яка буде діяти до моменту вступу України до НАТО[16][17].
- 14 січня — данська королева Маргрете II зреклася престолу. На трон зійшов її син Фредерік X[18].
- 19 січня — вийшла перша серія мультсеріалу «Готель Хазбін».

### Лютий
- 8 лютого — Президент України Володимир Зеленський звільнив Валерія Залужного з посади головнокомандувача Збройних сил України і призначив на цю посаду Олександра Сирського[19][20]. Також Валерій Залужний та очільник Головного управління розвідки Кирило Буданов отримали звання Героя України[21].

### Березень
- 31 березня — вступ Болгарії та Румунії до шенгенської зони.
- 7 березня — Швеція офіційно вступила в НАТО і стала 32-м членом Альянсу[22].

### Квітень
- 8 квітня — повне сонячне затемнення у північній Америці.
- 11 квітня — Воєнні злочини Росії продовжилися руйнуваннями енергетики Центренерго[23], ударами повністю знищено Трипільську ТЕС[24].

### Травень
- 11 травня — Євробачення 2024
- 18 травня — в Україні запустили мобільний застосунок для військовозобов'язаних «Резерв+»[25].

### Червень
- 11–12 червня — в Берліні відбулась третя Міжнародна конференція з питань відновлення України[26].
- 15–16 червня — в Бюрґенштоку неподалік Люцерна відбувся Глобальний саміт миру — міжнародна зустріч лідерів країн, яку спільно підготували Україна та Швейцарія. На заході були представлені 92 країни та 8 міжнародних організацій[27][28][29].

### Серпень
- 6 серпня — Збройні сили України перейшли російсько-український кордон та почали бойові дії в Курській області.

### Вересень
- 18 вересня — в рамках великої приватизації на аукціоні «Прозорро.Продажі» за 2,5 млрд грн був проданий готель «Україна»[30].

### Листопад
- 20 листопада — вийшла в реліз українська відеогра S.T.A.L.K.E.R. 2: Серце Чорнобиля[31].
- 21 листопада — Міжнародний кримінальний суд видав ордери на арешт прем’єр-міністра Ізраїлю Беньяміна Нетаньягу, колишнього міністра оборони Ізраїлю Йоава Ґаланта та лідера Хамас Мохаммеда Дейфа за звинуваченнями у воєнних злочинах та злочинах проти людяності[32].
- 28 листопада — Премʼєр-міністр Грузії Іраклій Кобахідзе заявив про відмову держави від ведення переговорів про вступ до Європейського Союзу «до кінця 2028 року»[33]. Того ж вечора у Грузії розпочались масштабні акції протесту[34][35].

### Грудень
- 30 грудня — підсумки року у добірці найбільш драматичних знімків фотографів інформаційних агентств зробив колектив BBC Україна[36].

## Міжнародні відносини
- 1 лютого — Європейський Союз виділив пакет фінансової допомоги на 50 мільярдів євро та продовжив розвивати відносини з Україною[37].
- 23 квітня — Сенат США схвалив надання Україні 61 млрд доларів допомоги[38].
- 25 квітня — Парламентський комітет Швейцарії підтримав план допомоги Україні на 5,5 мільярда доларів[39].

## Вибори
- 13 січня — відбулись вибори Президента Китайської Республіки (Тайвань). Перемогу здобув прозахідний кандидат від Демократичної прогресивної партії Лай Цінде, який підтримує незалежність острова[40].
- 11 лютого — за результатами другого туру виборів Президента Фінляндії главою держави обрано кандидата від Національної коаліційної партії Александра Стубба[41].
- 15-17 березня — президентські вибори в Росії.
- 1 червня — партія прем'єр-міністра Індії Нарендри Моді впевнено перемагає на виборах в Індії[42].
- 5 липня — у другому турі позачергових виборів Президента Ірану переміг реформіст Масуд Пезешкіян, який пообіцяв, що його адміністрація негайно працюватиме над тим, аби зняти санкції Заходу і відновити економіку країни[43].
- 7 липня — президентські вибори у Мексиці.
- 20 жовтня — відбувся перший тут виборів Президента Молдови та референдум щодо членства Молдови в Європейському союзі. У другий тур пройшли чинний президент Мая Санду та колишній генеральний прокурор Александр Стояногло[44]. За підсумками всенародного голосування, виборці з мінімальною перевагою 10 564 голоси підтримали зміни до конституції[45].
- 26 жовтня — на парламентських виборах у Грузії перемогу здобула керівна партія «Грузинська мрія». Опозиція не визнає підсумків і організовує акції протесту[46].
- 3 листопада — відбувся другий тур виборів Президента Молдови. Чинна президентка Мая Санду отримала 55,33% голосів і здобула перемогу за рахунок значної підтримки виборців за кордоном[47].
- 5 листопада — відбулися вибори Президента США, а також вибори до Палати представників та Сенату. 47-м Президентом США був обраний Дональд Трамп, який забезпечив собі 312 голосів виборників за необхідних 270[48]. Таким чином, Трамп став другим в історії США президентом (після Гровера Клівленда у 1892 році), який повернувся на посаду глави держави після перерви[49]. Республіканська партія здобула більшість в обох палатах Конгресу: до Палати представників[50] та сенат[51][52][53].
- 24 листопада — за результатами першого туру виборів Президента Румунії до другого туру вийшли ультраправий кандидат Келін Джорджеску та правоцентристська політикиня Елена Ласконі[54]. Втім, 6 грудня Конституційний суд Румунії скасував результати виборів[55].

## Збройні конфлікти
- 14 лютого — спецпідрозділ ГУР МО України «Group 13» за допомогою морських дронів «MAGURA V5» потопив російський великий десантний корабель «Цезар Куніков»[56].
- 5 березня — українські розвідники за допомогою дронів «MAGURA V5» потопили російський патрульний катер «Сергій Котов»[57].
- 21 листопада — вперше в історії відбулося бойове застосування балістичної ракети на основі МБР, якою Росія вдарила по Дніпру[58].

## Культура
Докладніше: 2024 у кіно, 2024 у літературі, 2024 у музиці та 2024 у театрі
- 9 березня — оголошені лауреати Шевченківської премії 2024 року: Джамала, Кармелла Цепколенко, Андрій Єрмоленко, Дмитро Лазуткін, Ярина Чорногуз, Євген Малолєтка, Мстислав Чернов, Василиса Степаненко, Іван Уривський, Тетяна Овсійчук, Сусанна Карпенко[59].
- 11 березня — фільм «20 днів у Маріуполі» отримав кінопремію «Оскар» у категорії «Найкращий документальний повнометражний фільм» і став першим фільмом-переможцем від України[60][61].
- 15 березня — 28 квітня — у Києві в «Українському домі» відбулась перша ретроспективна виставка Алли Горської художниці-шістдесятниці під назвою «Алла Горська. Боривітер», на якій було представлено понад 100 творів живопису, графіки, ескізів монументальних робіт з музейних і приватних колекцій, а також архівних матеріалів, що висвітлюють творчу й громадську діяльність мисткині та її найближчого кола[62].
- 7–11 травня — в Мальме (Швеція) відбувся 68-й пісенний конкурс Євробачення. Переможцем змагання стала Швейцарія з піснею «The Code» у виконанні Nemo. Уперше перемогу у конкурсі здобула небінарна особа[63].
- 9 травня — вийшов у прокат повнометражний фільм «Будинок „Слово“: Нескінчений роман» режисера Тараса Томенка про драматичну історію українських письменників епохи «Розстріляного відродження»[64].
- 8 серпня — вийшов у прокат український документальний фільм режисера Артема Григоряна та продюсерів Марії Яремчук і Максима Сердюка «Яремчук: Незрівнянний світ краси» — біографічна драма першої української попзірки Назарія Яремчука[65].
- 28 вересня — в Луцьку в Музеї сучасного українського мистецтва Корсаків відбулася презентація картини «Космогонія» художника Петра Антипа загальною площею 2 тис кв.м[66]. Картина стала найбільшим у світі живописним полотном[67].
- 11-13 та 15-16 жовтня — у київському «Палаці спорту» відбулись ювілейні концерти гурту «Океан Ельзи» до 30-річчя створення гурту[68][69].

## Наука і техніка
- У США вперше вилікували дитині вроджену глухоту генною терапією.

## Нобелівські премії
- з медицини та фізіології: молекулярні біологи Віктор Амброс (США) з медичної школи Массачусетського університету та Гері Равкан (США) з Гарвардської медичної школи «за відкриття мікроРНК та її роль у посттранскрипційній регуляції генів»[70]. У 1993 році вчені оприлюднили висновки стосовно нового рівня регуляції генів, який важливий для багатоклітинних організмів, зокрема й для людини[71].
- з фізики: дослідники штучного інтелекту Джон Гопфілд (США) та Джефрі Гінтон (Велика Британія-Канада) «за фундаментальні відкриття та винаходи, які дозволяють машинне навчання за допомогою штучних нейронних мереж»[72].
- з хімії: біохімік Девід Бейкер (США) «за обчислювальний дизайн білків», а також засновник та керівник компанії «DeepMind» Деміс Гассабіс та старший науковий співробітник компанії «DeepMind» Джон Джампер (Велика Британія) «за передбачення структури білків»[73].'''
- з літератури: письменниця-романістка Хан Канг (Південна Корея) «за її сильну поетичну прозу, яка протистоїть історичним травмам і викриває крихкість людського життя»[74].
- Нобелівська премія миру: конфедерація організацій постраждалих від атомної та водневої бомб Ніхон Хіданкьо (Японія) «за зусилля, спрямовані на створення світу, вільного від ядерної зброї, і за свідчення, які нагадують про те, що ядерна зброя ніколи не повинна бути використана знову»[75].
- з економіки: економісти Дарон Аджемоглу (Туреччина-США), Саймон Джонсон (Велика Британія-США) та Джеймс Робінсон (Велика Британія-США) «за дослідження процесу формування інститутів і їх впливу на добробут»[76].

## Спорт
- 14 квітня — футбольний клуб «Баєр 04» (Леверкузен) вперше у своїй історії став чемпіоном Німеччини з футболу 2023—2024[77].
- 18 травня — український боксер Олександр Усик став першим за 25 років абсолютним чемпіоном світу з боксу у важкій вазі, перемігши британця Тайсона Ф'юрі[78].
- 22 травня — фінальний матч Ліги Європи на стадіоні «Авіва» в Дубліні між італійською «Аталантою» та німецьким «Баєром» закінчився з рахунком 3:0. Це перший єврокубковий трофей для клубу з Бергамо[79].
- 29 травня — фінальний матч Ліги конференцій на стадіоні «Ая-Софія» в Афінах між грецьким «Олімпіакосом» та італійською «Фіорентиною» закінчився з рахунком 1:0 у додатковий час[80]. Грецький клуб вперше в своїй історії став володарем єврокубка.
- 1 червня — фінальний матч Ліги чемпіонів на стадіоні «Вемблі» в Лондоні між «Боруссією (Дортмунд)» та мадридським «Реалом» закінчився з рахунком 0:2[81].
- 14 червня — 14 липня — в Німеччині вудбувся Чемпіонат Європи з футболу 2024. Збірна Іспанії встановила рекорд, вигравши турнір вчетверте після перемоги над Англією з рахунком 2:1 у фінальному матчі[82].
- 7 липня — на змаганнях Діамантової ліги у Парижі українська легкоатлетка Ярослава Магучіх встановила світовий рекорд із стрибків у висоту – 2,10 метрів[83].
- 15–28 липня — у Північній Ірландії відбувся 21-й чемпіонат Європи з футболу серед юнацьких команд до 19 років[84], який виграла збірна Іспанії[85].
- 26 липня — 11 серпня — у Парижі відбулися Літні Олімпійські ігри 2024. США очолили неофіційний медальний залік Ігор, завдяки перемозі жіночої збірної США з баскетболу[86]. Друге місце за Китаєм, третє — за Японією. Україна завоювала 12 медалей і посіла 22 місце[87].
- 14 серпня — «Реал Мадрид» виграв Суперкубок УЄФА, перемігши «Аталанту» з рахунком 2:0[88].
- 28 серпня — 8 вересня — у Парижі відбулися Літні Паралімпійські ігри 2024. Україна посіла сьоме місце в медальному заліку, здобувши 82 нагороди – 22 золоті, 28 срібних та 32 бронзові[89].
- 6 жовтня — у матчі за третє місце збірна України з футзалу впевнено здолала команду Франції з рахунком 7:1 і здобула бронзові нагороди чемпіонату світу[90]. Ці медалі стали першими для України на чоловічих чемпіонатах світу серед дорослих у командних видах спорту.

## Аварії, катастрофи і теракти
- 1 січня — внаслідок російської атаки дронами-камікадзе повністю знищено музей генерал-хорунжого УПА Романа Шухевича у Білогорщі[91].
- 3 січня — теракт в іранському місті Керман. Неподалік цвинтаря вибухнули 2 газові балони внаслідок чого загинула 91 особа[92].
- 6 січня — загинули 12 людей внаслідок обстрілу Покровська і околиць на сході України у Донецькій області[93], поранено не менше 10 людей[94], у тому числі діти[95].
- 7 лютого — російські авіаудари забрали п'ять життів (у Києві, Миколаєві) та протиповітряна оборона ЗСУ України збила у сумі 44 цілі під час масованого ракетного удару Росії[96].
- 8 липня — внаслідок масованого обстрілу Росією території України, у Києві авіаудару зазнала дитяча лікарня «Охматдит»[97].
- 19 липня — у Львові внаслідок замаху загинула професорка Львівської політехніки Ірина Фаріон[98].
- 3 вересня — внаслідок подвійного ракетного удару по Полтаві була зруйнована будівля військового Інституту звʼязку. Атака забрала життя 58 людей, ще 328 зазнали поранень[99].
- 17-18 вересня — у Лівані відбулися масові вибухи комунікаційних пристроїв бойовиків «Хезболли» (пейджерів), поранені більш як три тисячі бойовиків[100][101]
- 25 грудня – рейс 8243 авіакомпанії Азербайджанські авіалінії Embraer ERJ-190AR розбився в Казахстані. З 67 людей на борту 38 загинули, 29 вижили.
- 29 грудня – рейс 2216 авіакомпанії Jeju Air Boeing 737-800 з’їхав зі злітно-посадкової смуги в міжнародному аеропорту Муан і врізався в бар’єр, убивши 179 осіб. Повідомляється про двох постраждалих.[102][103]

## Великі релігійні та традиційні свята зі змінною датою
- 10 лютого — Китайський Новий рік (Зеленого Дракона).
- 14 лютого — Попільна середа, початок Великого посту у християн західного обряду.
- 18 березня — початок Великого посту у християн східного обряду.
- 26 березня — Фестиваль барв Холі (індуїзм).
- 31 березня — Великдень у християн західного обряду.
- 10 квітня — завершення Рамадану 1444 року, місяця посту у мусульман
- 23 квітня — Песах 5784 року (юдаїзм).
- 5 травня — Великдень у християн східного обряду.
- 19 травня — П'ятидесятниця у християн західного обряду.
- 13 червня — Вознесіння Господнє (свято),  Православна церква.
- 16 червня — Ід-аль-Адха або Курбан-байрам у мусульман.
- 23 червня — Трійця у християн східного обряду.
- 7 липня — Початок Нового року (1446) в ісламському календарі.
- 3 жовтня — Єврейський Новий рік (5785).
- 1 листопада — Фестиваль вогнів Дівалі (індуїзм).
- 26 грудня — початок Хануки (юдаїзм).

## Людина року (Time)
Дональд Трамп, новообраний президент США «за повернення історичного масштабу, за те, що він став керівником політичних перетворень, що відбуваються раз на покоління, за переформатування американського президентства і зміну ролі Америки у світі».

## Померли
Дивись: Список померлих 2024 року